# Milevum
Milevum (łac. Diocesis Milevitanus) – stolica historycznej diecezji w Cesarstwie rzymskim w prowincji Numidia zlikwidowana w VII w. podczas ekspansji islamskiej, współcześnie w północnej Algierii. Obecnie katolickie biskupstwo tytularne.

## Biskupi tytularni
| Lp. | Biskup                                     | Funkcja                                       | Od                   | Do                  |
| --- | ------------------------------------------ | --------------------------------------------- | -------------------- | ------------------- |
| 1   | Emmanuel a Santo Ludovico                  | biskup pomocniczy Goa                         | 8 lutego 1672        | ?                   |
| 2   | Hyacinthus de Saldanha                     | biskup pomocniczy Goa                         | 28 stycznia 1675     | ?                   |
| 3   | Johann Ignaz Dlouhovesky                   | biskup pomocniczy Pragi                       | 10 kwietnia 1679     | 10 stycznia 1701    |
| 4   | Caius Asterius Toppi                       | –                                             | 15 listopada 1728    | 20 maja 1754        |
| 5   | Antal Révay                                | biskup pomocniczy Ostrzyhomia                 | 20 maja 1754         | 16 września 1776    |
| 6   | Wilhelm Joseph Leopold Willibald von Baden | biskup pomocniczy Konstancji                  | 12 lipca 1779        | 9 czerwca 1798      |
| 7   | Angiolo Cesarini                           | –                                             | 28 września 1801     | 7 maja 1810         |
| 8   | Thomas Coen                                | biskup koadiutor Clonfert (Irlandia)          | 28 stycznia 1816     | 9 października 1831 |
| 9   | William Bernard Allen Collier              | wikariusz apostolski Przylądku Dobrej Nadziei | 14 lutego 1840       | 7 grudnia 1847      |
| 10  | Jean-Marie Tissot                          | wikariusz apostolski Wisakhapatnam            | 11 sierpnia 1863     | 25 listopada 1886   |
| 11  | Charles Lavigne                            | wikariusz apostolski Kottayam                 | 13 września 1887     | 27 sierpnia 1898    |
| 12  | James Bellord                              | wikariusz apostolski Gibraltaru               | 16 lutego 1899       | 11 czerwca 1905     |
| 13  | Ivan Borzatti de Löwenstern                | biskup pomocniczy Zadaru                      | 15 marca 1907        | 17 lutego 1926      |
| 14  | Acacio Chacón Guerra                       | biskup koadiutor Méridy (Wenezuela)           | 10 maja 1926         | 1 sierpnia 1927     |
| 15  | Anton Gisler                               | biskup koadiutor Chur (Szwajcaria)            | 20 kwietnia 1928     | 4 stycznia 1932     |
| 16  | Jean-Félix de Hemptinne                    | wikariusz apostolski Katangi                  | 15 marca 1932        | 6 lutego 1958       |
| 17  | José Manuel Piña Torres                    | biskup pomocniczy Tepic                       | 12 maja 1958         | 7 lipca 1997        |
| 18  | Joseph Ignace Randrianasolo                | biskup pomocniczy Antananarivo                | 24 października 1997 | 3 czerwca 1999      |
| 19  | Joseph Chennoth                            | nuncjusz apostolski                           | 24 sierpnia 1999     | 8 września 2020     |
| 20  | Juan Carlos Arcq Guzmán                    | biskup pomocniczy Monterrey (Meksyk)          | 17 października 2020 | 8 czerwca 2024      |
| 21  | Julien Kaboré                              | nuncjusz apostolski                           | 29 czerwca 2024      |                     |